# Craugastor underwoodi
Craugastor underwoodi là một loài ếch thuộc họ Leptodactylidae.
Loài này có ở Costa Rica và Panama.
Môi trường sống tự nhiên của chúng là rừng ẩm vùng đất thấp nhiệt đới hoặc cận nhiệt đới, vùng núi ẩm nhiệt đới hoặc cận nhiệt đới, vùng đồng cỏ, các đồn điền, và rừng trước đây suy thoái nghiêm trọng.